# Tüschenbroich

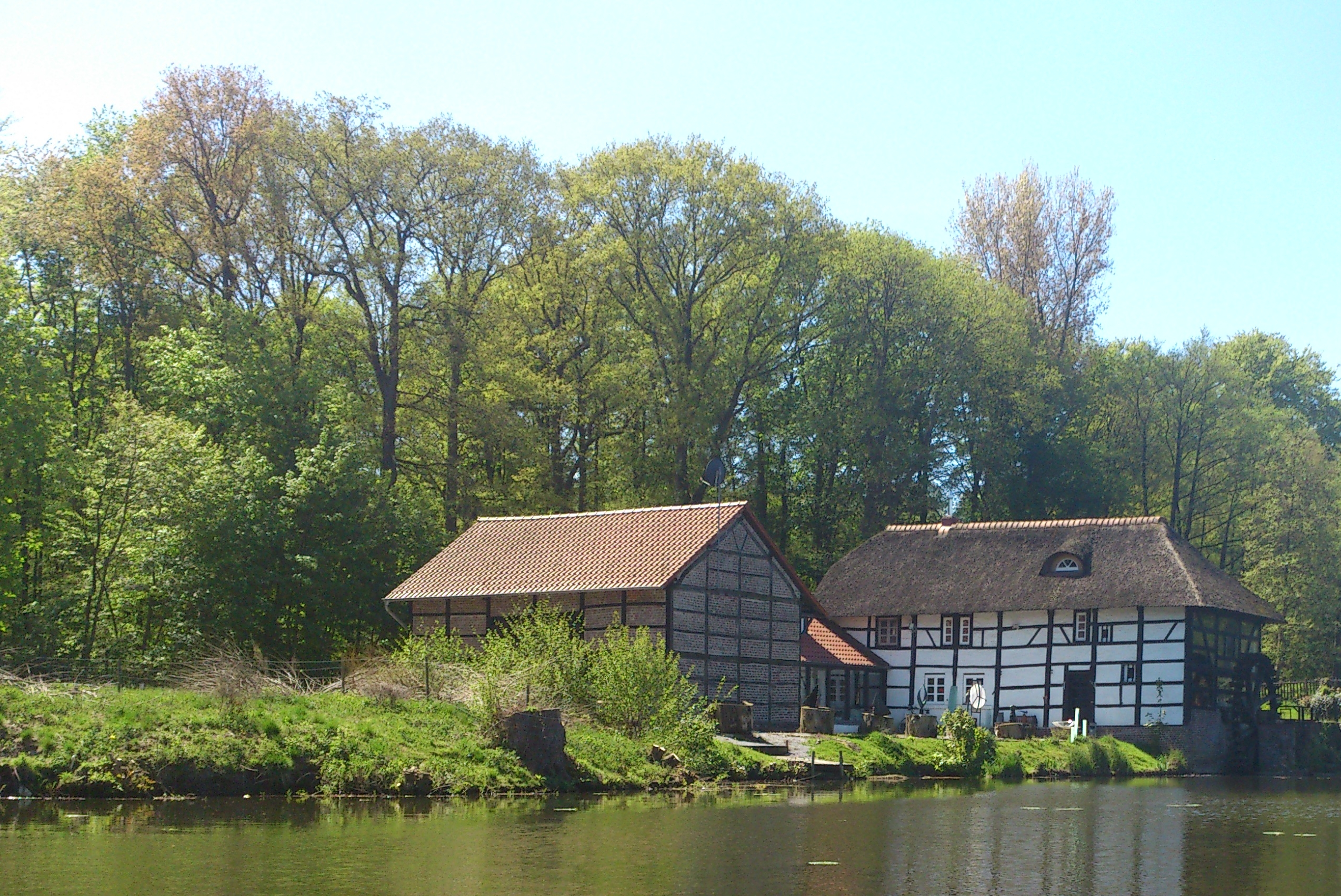
Olajmalom a Tüschenbroichi-tavon

Tüschenbroich a németországi Észak-Rajna-Vesztfália tartományban, a Heinsbergi járásban található középkori város, Wegberg  egyik városrésze, történelmileg a Limburgi Hercegséghez tartozott. Tüschenbroich körül az óramutató járásával megegyező irányban Brunbeck, Broich, Watern, Uevekoven, Grambusch, Dieker Hof és Geneiken települések találhatók. Az utóbbi három település Erkelenz városához tartozik. Tüschenbroichtól keletre fekszik a Tüschenbroichi erdő a Tüschenbroichi kastéllyal, az olajmalommal és a Schanzer Hoffal. A Schwalm forrásvidéke is itt található. 

## Története
Mint az erkelenzi régióban szinte mindenhol, Tüschenbroich területén is az emberlakta település első nyomai az őskorig vezethetők vissza. Mivel ebből az időszakból nincsenek írásos dokumentumok, a régészeti leletek – főként kőszerszámok és kerámiatárgyak – szolgálnak információul a település múltjáról. Friedel Krings 1955-ben még azt feltételezte, hogy a legkorábbi település létrejötte a neolitikum idejére tehető, mivel a Tüschenbroich és Brunbeck közötti sekély Schwalm-forrás medencéjének északi lejtőjén, a Tüschenbroich és Brunbeck közötti területen több baltatöredéket, kovakőforgácsot és egy nyers, meg nem csiszolt kovakőbaltát találtak ebből az időszakból. Az akkoriban Tüschenbroichban tanító Schaffrath tanárral való konzultáció után a továbbiakban feltételezte, hogy ott egy őskori műhely állt.
A falul kissé északnyugatra (a fent leírt lelőhelyektől nem messze) 1988-ban egy nyilvánvalóan sokkal régebbi, középső paleolitikumból származó kovaköves kézi fejszét találtak. Tüschenbroich és Klinkum között további két középső paleolit kori leletet találtak. 
Tüschenbroich esetében – mint szinte valamennyi alsó-rajnai erdős település esetében – sem lehet pontosan meghatározni a keletkezés idejét, mivel az első okleveles említések nagyon későiek, ezért a keletkezés idejéről keveset árulnak el. 

## Tüschenbroichi motte és kastély
A kastély történelmi magja a Malom-tó közepén lévő motte volt, amelyet ma már fák borítanak. A tüschenbroichi motte (műemlék földhalomvár) egy olyan szigeten található, amelyet korábban valószínűleg egy várárok választott el a kastélytól. 
Az oklevelek 1172-ben említik először thuschinbroci kastély néven. A kastélyépületek a Harmincéves háború kezdetén leégtek. 1624-ben Franz von Spiering 24 200 birodalmi tallérért megvásárolta a háborúban megsérült Tüschenbroichot. A komplexumot téglából építtette át barokk kastéllyá. 1720-ban a "Codex Welser", a Jülichi Hercegség összes lovagi hűbérbirtokának illusztrált dokumentuma mind a fő várszigetet, mind a külső várkomplexumot ábrázolta, ezek egyes részei máig fennmaradtak. Ekkor Tüschenbroich Wassenberghez, majd a Jülichi Hercegséghez tartozott. 1815-ben Poroszország részei lettek.
„1828-ban kihalt a von Spieringek férfiága. A kastélyt az 1812-ben született Ida Natalie von Spiering örökölte." ”1834. október 20-án Otto Kauwerz, mint Ida Natalia Auguste von Spiering, Tüschenbroich és Doveren örökösnőjének különleges megbízottja eladta összes birtokát Porosz-Rajna tartományban az erkelenzi jegyzőnek és földbirtokosnak, Hermann Josef Gormannsnak 92 000 porosz tallérért, miután férjhez ment a württembergi Friedrich von Dillen grófhoz. Az 1832. szeptember 6-i örökösödési felosztás szerint e birtokok közé tartozott az egykori tüschenbroichi birtok a kastéllyal, malmokkal, tavakkal, tanyákkal, földekkel ... Gormanns a tüschenbroichi uradalom megvásárlásával vált országgyűlési képviselővé. Tíz évvel a vásárlás után jogot nyert arra, hogy a lovagrend képviselője lehessen az Aachen-Düsseldorfi közigazgatási körzet porosz tartományi parlamentjében. Hermann Joseph Gormannstól, aki nem volt házas, a birtokot 1860-ban Jungbluth igazságügyi tanácsos családja örökölte, tőlük pedig a Krapoll család, akik ma is a Tüschenbroich-kastélyban élnek."
1876-ban ismét felújítási munkálatokra került sor, miután a kastélyt egy vihar súlyosan megrongálta. 1877-ben Jungbluth lebontatta a fából készült malmot, és helyére a ma is megtalálható kőből készült malmot építtetett. A malom végül 1940-ig üzemelt. 1826-tól a következő molnárok dolgoztak a malomban: Jakob Werner Dahmen, Stefan Dahmen, Wilhelm Gillißen és végül a Königs testvérek. A tüschenbroichi kastély urai mindig is nagy gondot fordítottak arra, hogy a szomszédos gazdák is az ő malmukban őröljék a terményeiket. Ezt a „malomkényszert” különösen világossá teszi az alábbi, 1628. december 20-i dokumentum: „A tüschenbroichi szabadbirtok minden lakója ezennel három gulden büntetés terhe mellett felszólíttatik, hogy más malmokban ne őröljön, csak  a tüschenbroichiban, és ha valamelyikük ennek ellenkezően cselekedne, akkor a fent említett három gulden büntetést kell megfizetnie...”. A "francia korszakban", a 19. század elején erre a malomkényszerre a jobbágyi korszak maradványaként tekintették, és végül eltörölték.

## Népesség
Tüschenbroich lakosainak száma 460 fő. (2021. június 30.).

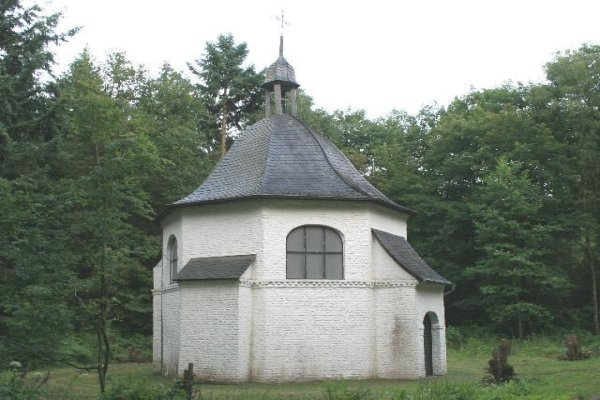
1640-ből származó barokk Szent Ulrich-kápolna a tüschenbroichi erdőben.

## Látnivalók
- A Tüschenbroichi-tó
- Étterem és műemlékmalom
- Olajmalom a Tüschenbroichi-tavon
- 1640-ből származó barokk Szent Ulrich-kápolna a Tüschenbroichi erdőben.
- Szentlélek Katolikus Plébániatemplom
- Háborús emlékmű

## Turizmus
- A  Krapoll család tüschenbroichi várát körülölelő tó szabadidős létesítményei közé tartozik a minigolfpálya, a horgászpark és a csónakkölcsönzés.
- A német-holland Maas-Schwalm-Nette Natúrpark déli szélén fekvő Tüschenbroichi erdő kedvelt kiránduló- és kerékpártúra-helyszín.

## Források

A Tüschenbroichi kastély

## Fordítás
Ez a szócikk részben vagy egészben  a   Tüschenbroich című német Wikipédia-szócikk ezen változatának fordításán alapul.  Az eredeti cikk szerkesztőit annak laptörténete sorolja fel. Ez a jelzés csupán a megfogalmazás eredetét és a szerzői jogokat jelzi, nem szolgál a cikkben szereplő információk forrásmegjelöléseként.
Ez a szócikk részben vagy egészben  a   Schloss Tüschenbroich című német Wikipédia-szócikk ezen változatának fordításán alapul.  Az eredeti cikk szerkesztőit annak laptörténete sorolja fel. Ez a jelzés csupán a megfogalmazás eredetét és a szerzői jogokat jelzi, nem szolgál a cikkben szereplő információk forrásmegjelöléseként.